# Huyện Habiganj
Habiganj là một huyện thuộc division Sylhet, Bangladesh. Huyện này có diện tích 2637 km², dân số năm 2002 là 1757331 người, mật độ dân số là 666 người/km².